# 国際潜水艦脱出救難連絡事務局
国際潜水艦脱出救難連絡事務局（こくさいせんすいかんだっしゅつきゅうなんれんらくじむきょく、英称：International Submarine Escape and Rescue Liaison Office 、略称：ISMERLO、日本語読み：アイスメルロ）は、2003年に設立された国際団体。潜水艦運用国の共通認識の醸成と潜水艦救難に関わる国際的標準を推進することを目的とする。当初は北大西洋条約機構（NATO）内に設けられた潜水艦脱出救難作業部会（Submarine Escape and Rescue Working Group、SMERWG）が潜水艦の捜索救難の世界的な連絡調整を担っていた。
事務局はアメリカ合衆国バージニア州ノーフォークに置かれ、潜水艦からの脱出と救難の専門家からなる国際的なチームで構成される。

## 概要
2000年8月に発生したロシア海軍の「クルスク」の沈没事故後、潜水艦救難について国際協調の必要性が認識される。そして、クルスク沈没事故はISMERLOの最終的な設立に至る原動力となった。クルスク沈没事故は平時における他の潜水艦事故の可能性について問題提起する機会となり、さらに遠方での潜水艦の災害や事故に関して、事故発生を抑制しつつも事故発生時には迅速に世界的展開する能力の確立の必要性が認められ、これはISMERLOに進化する。
主な業務に、訓練や調達についての助言や点検と監視業務が事務局に含まれる。事務局が提供する主なツールはウェブベースの調整ツールがある。ウェブサイト上では潜水艦脱出救難（Submarine Escape and Rescue、SMER）について、そして事故発生時には国際的な救出システムの確立を容易にするために情報提供をしている。
NATO潜水艦脱出救難作業部会（SMERWG）はISMERLOに対するカウンターパートであり、全ての潜水艦運用国は参加を強く推奨されている。NATO潜水艦脱出救難作業部会は情報を共有し、潜水艦脱出救難システムの設計や運用のための相互標準の制定を目的とし、対象の全様相は技術的および手続き上の問題を網羅している。これは潜水艦要員の教育訓練についての議論、そして演習の参加や見学の勧めなど諸問題が要約されたフォーラムがある。これは、この分野における主要な専門家の集まりで、他に類を見ない各員の接触する機会でもある。